# 7382 Bozhenkova
7382 Bozhenkova (1981 RJ5) là một tiểu hành tinh vành đai chính được phát hiện ngày 8 tháng 9 năm 1981 bởi L. V. Zhuravleva ở Đài vật lý thiên văn Crimean.